# Wilhelm Grisard
Wilhelm Grisard (* vor 1877; † nach 1937) war ein deutscher Orgel- und Klavierbauer in Kolberg in Hinterpommern.

## Leben
Wilhelm Grisard wurde 1897 im Weltadressbuch genannt. 1917 war er einer der autorisierten Orgelbauer, die im Auftrag der preußischen Regierungsbehörden Prospektpfeifen für Kriegszwecke ausbaute. 1929 eröffnete er ein Pianohaus W. Grisard in Kolberg, das den An- und Verkauf und Reparaturen von Musikinstrumenten anbot.

## Orgeln (Auswahl)
Von Wilhelm Grisard sind drei Orgelneubauten und eine Reparatur in der Umgebung von Kolberg bekannt.
| Jahr     | Ort                    | Gebäude                               | Bild | Manuale | Register | Bemerkungen                                                                               |
| -------- | ---------------------- | ------------------------------------- | ---- | ------- | -------- | ----------------------------------------------------------------------------------------- |
| vor 1900 | Gervin, heute Gorawino | Kirche                                |      |         |          | Neubau                                                                                    |
| 1912     | Zuchen, heute Sucha    | Kirche                                |      |         |          | kleinere Orgel mit pneumatischen Trakturen, abgenommen von Musikdirektor Hecht aus Köslin |
| 1912     | Redel, heute Redło     | Kirche                                |      |         |          | kleinere Orgel mit pneumatischen Trakturen, abgenommen von Musikdirektor Hecht            |
| 1937     | Körlin, heute Karlino  | Stadtkirche, heute Kirche St. Michael |      |         |          | umfassende Reparaturen                                                                    |